# Weihwasserbecken (Benon)

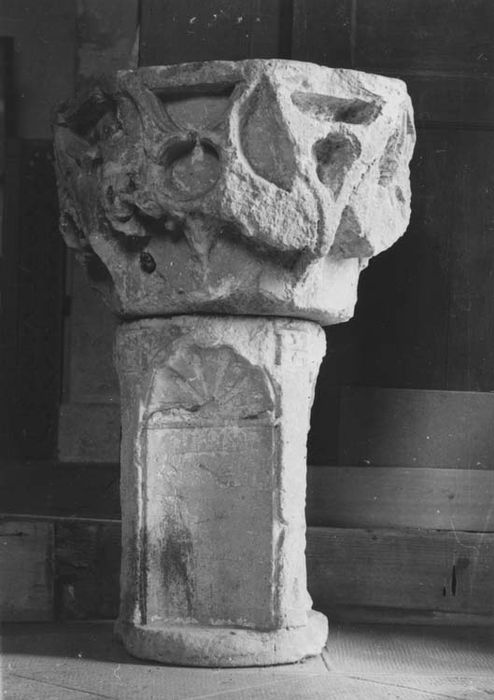
Weihwasserbecken in Benon

Das Weihwasserbecken in der Kirche St-Pierre in Benon, einer französischen Gemeinde im Département Charente-Maritime der Region Nouvelle-Aquitaine, wurde im 17./18. Jahrhundert aus zwei Fragmenten geschaffen. 
Im Jahr 1979 wurde das Weihwasserbecken als Monument historique in die Liste der geschützten Objekte (Base Palissy) in Frankreich aufgenommen.
Das 80 cm Weihwasserbecken aus Stein steht auf einem zylindrischen Unterbau, der eine Nische mit Jakobsmuschel hat. Darauf steht das Becken, das vermutlich aus einem ehemaligen Kapitell gearbeitet wurde. Es ist mit geometrischen Motiven geschmückt. 